# Eleições estaduais no Rio Grande do Norte em 1970
As eleições estaduais no Rio Grande do Norte em 1970 ocorreram em duas etapas conforme previa o Ato Institucional Número Três e assim a eleição indireta do governador Cortez Pereira e do vice-governador Tertius Rebelo foi em 3 de outubro e a escolha dos senadores Dinarte Mariz e Jessé Freire, seis deputados federais e dezoito deputados estaduais aconteceu em 15 de novembro sob um receituário aplicado aos 22 estados e aos territórios federais do Amapá, Rondônia e Roraima.
Nascido em Currais Novos, o governador Cortez Pereira é formado em Filosofia e Direito pela Universidade Federal de Pernambuco e foi professor na Universidade Federal do Rio Grande do Norte. Eleito primeiro suplente do senador Dinarte Mariz pela UDN em 1962, entrou na ARENA e foi escolhido governador pelo presidente Emílio Garrastazu Médici em 1970. Se em 1965 o seu mentor foi derrotado pelo monsenhor Walfredo Gurgel ao disputar o governo do estado, agora Mariz recuperou prestígio ao levar ao Palácio Potengi, alguém de sua confiança.
Para vice-governador foi eleito o almirante Tertius Rebelo.

## Resultado da eleição para governador
A eleição ficou a cargo da Assembleia Legislativa do Rio Grande do Norte e a chapa vencedora recebeu todos os votos do partido governista enquanto os sete deputados da oposição se abstiveram de votar.
| Candidatos a governador do estado | Candidatos a vice-governador | Número | Coligação             | Votação | Percentual |
| --------------------------------- | ---------------------------- | ------ | --------------------- | ------- | ---------- |
| Cortez Pereira ARENA              | Tertius Rebelo ARENA         | -      | ARENA (sem coligação) | 30      | 100%       |
| Fontes:                           |                              |        |                       |         |            |

## Biografia dos senadores eleitos

### Dinarte Mariz
Agropecuarista e comerciante nascido em Serra Negra do Norte, Dinarte Mariz apoiou Getúlio Vargas e João Pessoa na eleição presidencial de 1930 e no mesmo ano foi nomeado prefeito de Caicó por obra da Revolução de 1930 sendo deposto e preso no Rio de Janeiro por simpatizar com a Revolução Constitucionalista de 1932. Fundador do jornal A Razão e militante do Partido Popular opôs-se à Intentona Comunista iniciada em Natal a 23 de novembro de 1935 e ao  Estado Novo. Filiado à UDN, foi eleito senador em 1954, governador do Rio Grande do Norte em 1955 e de novo senador em 1962 reelegendo-se pela ARENA em 1970.

### Jessé Freire
A outra vaga de senador coube a Jessé Freire, advogado nascido em Macaíba e formado na Universidade Federal de Alagoas. Também empresário, assumiu em 1964 a presidência da Confederação Nacional do Comércio e também os conselhos nacionais do Serviço Social do Comércio e Serviço Nacional de Aprendizagem Comercial. Filiado ao PSD e à ARENA, foi eleito vereador em Natal em 1950, deputado estadual em 1954, candidato derrotado a vice-governador na chapa de Jocelyn Vilar em 1955 e deputado federal em 1958, 1962 e 1966 até eleger-se senador em 1970.

## Resultado da eleição para senador
Com informações oriundas do Tribunal Superior Eleitoral que apurou 487.633 votos nominais, 184.307 votos em branco (26,91%) e 12.862 votos nulos (1,88%) resultando no comparecimento de 684.802 eleitores.
| Candidatos a senador da República | Candidatos a suplente de senador | Número | Coligação             | Votação | Percentual |
| --------------------------------- | -------------------------------- | ------ | --------------------- | ------- | ---------- |
| Dinarte Mariz ARENA               | Osmundo Faria ARENA              | -      | ARENA (sem coligação) | 185.326 | 38,00%     |
| Jessé Freire ARENA                | Álvaro Mota ARENA                | -      | ARENA (sem coligação) | 173.331 | 35,55%     |
| Odilon Coutinho MDB               | Vicente Mota Neto MDB            | -      | MDB (sem coligação)   | 128.976 | 26,45%     |
| Fontes:                           |                                  |        |                       |         |            |

## Deputados federais eleitos
São relacionados os candidatos eleitos com informações complementares da Câmara dos Deputados. Foram apurados 274.431 votos válidos (80,15%), 47.592 votos em branco (13,90%) e 20.378 votos nulos (5,95%) resultando no comparecimento de 342.401 eleitores.

Representação eleita
  ARENA: 4
  MDB: 2

| Deputados federais eleitos | Partido | Votação | Percentual | Cidade onde nasceu    | Unidade federativa  |
| Henrique Eduardo Alves     | MDB     | 71.861  | 22,32%     | Rio de Janeiro        | Rio de Janeiro      |
| Vingt Rosado               | ARENA   | 40.009  | 12,42%     | Mossoró               | Rio Grande do Norte |
| Djalma Marinho             | ARENA   | 28.889  | 8,97%      | São José do Campestre | Rio Grande do Norte |
| Grimaldi Ribeiro           | ARENA   | 27.863  | 8,65%      | Natal                 | Rio Grande do Norte |
| Antônio Florêncio          | ARENA   | 22.856  | 7,10%      | Pau dos Ferros        | Rio Grande do Norte |
| Pedro Lucena               | MDB     | 10.700  | 3,32%      | Pirpirituba           | Paraíba             |
| Fontes:                    |         |         |            |                       |                     |

## Deputados estaduais eleitos
A Assembleia Legislativa do Rio Grande do Norte recebeu doze representantes da ARENA e seis do MDB.

Representação eleita
  ARENA: 12
  MDB: 6

| Deputados estaduais eleitos      | Partido | Votação | Percentual | Cidade onde nasceu      | Unidade federativa  |
| Garibaldi Alves Filho            | MDB     | 22.266  | 4,56%      | Natal                   | Rio Grande do Norte |
| Benvenuto Pereira de Araújo Neto | ARENA   | 13.354  | 2,73%      | São José de Mipibu      | Rio Grande do Norte |
| Moacir Duarte                    | ARENA   | 12.888  | 2,64%      | Natal                   | Rio Grande do Norte |
| Dary de Assis Dantas             | ARENA   | 11.208  | 2,29%      | Serra Negra do Norte    | Rio Grande do Norte |
| Edílson Lima Moura Rolim         | ARENA   | 10.659  | 2,18%      | Mossoró                 | Rio Grande do Norte |
| José Marcílio Furtado            | ARENA   | 10.253  | 2,10%      | Touros                  | Rio Grande do Norte |
| Paulo Gonçalves de Medeiros      | ARENA   | 9.430   | 1,93%      | Natal                   | Rio Grande do Norte |
| Ezequiel José Ferreira de Souza  | ARENA   | 9.397   | 1,92%      | Natal                   | Rio Grande do Norte |
| Magnus Kelly de Miranda Rocha    | MDB     | 9.267   | 1,90%      | Extremoz                | Rio Grande do Norte |
| Francisco Diniz Câmara           | MDB     | 9.038   | 1,85%      | Macau                   | Rio Grande do Norte |
| Manoel Eugênio Neto              | ARENA   | 8.956   | 1,83%      | Natal                   | Rio Grande do Norte |
| Iberê Ferreira                   | MDB     | 7.969   | 1,63%      | Natal                   | Rio Grande do Norte |
| Demócrito de Souza Paiva         | ARENA   | 7.605   | 1,55%      | Parnamirim              | Rio Grande do Norte |
| Milton Aranha Marinho            | ARENA   | 7.491   | 1,53%      | Caicó                   | Rio Grande do Norte |
| José Josias Fernandes            | ARENA   | 7.454   | 1,52%      | São Fernando            | Rio Grande do Norte |
| Zacarias Gurgel Cunha            | ARENA   | 7.365   | 1,51%      | São Gonçalo do Amarante | Rio Grande do Norte |
| Antônio Câmara                   | MDB     | 6.630   | 1,35%      | João Câmara             | Rio Grande do Norte |
| Asclepíades Fernandes e Silva    | MDB     | 4.947   | 1,01%      | Santana do Matos        | Rio Grande do Norte |
| Fontes:                          |         |         |            |                         |                     |